# Mika Dagan Fruchtman
Mika Dagan Fruchtman (* 5. Dezember 2003) ist eine israelische Tennisspielerin.

## Karriere
Dagan Fruchtman spielt bislang vor allem Turniere auf der ITF Women’s World Tennis Tour, wo sie bislang aber noch keinen Titel gewann.
Schlagzeilen machte Fruchtman, als sie als erste israelische Tennisspielerin eine Wildcard für ein Turnier in den Vereinigten Arabischen Emirate erhielt. Sie trat in der Qualifikation der Al Habtoor Tennis Challenge 2020 an und konnte sich bis ins Hauptfeld des Dameneinzel des mit 100.000 US-Dollar dotierten Turniers spielen, wo sie dann aber in der ersten Runde gegen Dalma Gálfi mit 3:6 und 1:6 verlor.